# Skalárszorzatos vektortér

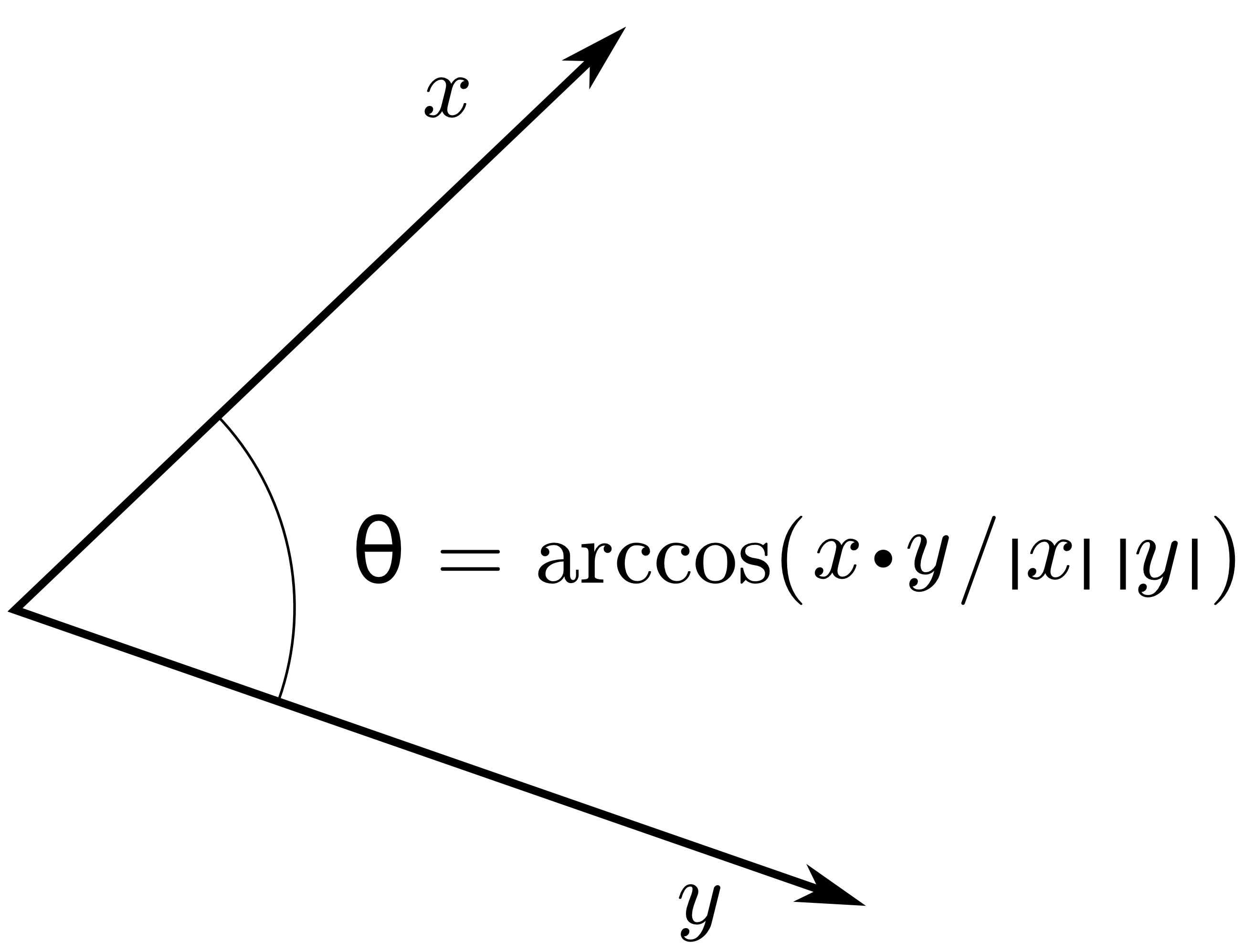
Két vektor közötti szög a skalárszorzattal értelmezve

A lineáris algebrában és a funkcionálanalízisben a skalárszorzatos vektortér vagy prehilberttér egy vektortér, melyen még skalárszorzat is definiálva van a szokásos tulajdonságaival. Ha az alaptest valós, akkor a vektortér euklideszi; ha az alaptest komplex, akkor a tér unitér. Egyes szerzők azonban eltérnek ettől, és a valós, illetve komplex vektortereket is nevezik unitérnek vagy euklideszinek. A véges dimenziós, n-dimenziós vektortér euklideszi terek az n-dimenziós euklideszi tér modelljei. 
A skalárszorzat jelentőségét az adja, hogy segítségével lehet a vektorok hosszát, a matematika nyelvén normáját; és vektorpárok közrezárt szögét értelmezni, távolságokat mérni. Emiatt a skalárszorzatos vektorterek normált terek is. Ha a normált tér teljes a norma által indukált metrikára, akkor a tér Hilbert-tér.

## Formális definíció
A klasszikus geometriában fontos a távolságok és a szögek mérése. Az euklideszi geometria axiómarendszerében ezt az egybevágóság axiómája biztosítja. Descartes-féle koordináta-rendszerben a távolságok és szögek skalárszorzattal számíthatók. A skalárszorzatos vektorterek ezt általánosítják: rögzítenek egy bázist, és ehhez egy skalárszorzatot, ami alapján értelmezhetők ezek a fontos jellemzők. 
A skalárszorzatos vektorterekben a többi vektortérhez hasonlóan értelmezzük a vektorok összeadását és skalárral szorzását, szokásos tulajdonságaikkal:
Legyen {\displaystyle \mathbb {K} } a valós vagy komplex számok teste, és legyen {\displaystyle V} vektortér a {\displaystyle \mathbb {K} } test fölött! Ekkor {\displaystyle V} a vektorok összeadására Abel-csoportot alkot, azaz a vektorok összeadása kommutatív, asszociatív, és minden vektornak van ellentettje. A skalárral szorzás disztributív skalár és vektor szempontjából, és asszociatív is, illetve az alaptest egységeleme a skalárral szorzás neutrális eleme. Ezeknek a műveletek részletes leírása megnézhető Vektortér cikkünkben.
A skalárszorzatos vektorterekben egy harmadik művelet is értelmezve van, a skalárszorzat. Ez valós esetben egy pozitív definit szimmetrikus bilineáris forma, komplex esetben egy pozitív definit Hermit-féle szeszkvilineáris forma, ami egy {\displaystyle \langle \cdot ,\cdot \rangle \colon V\times V\to {\mathbb {K} }} leképezés úgy, hogy minden {\displaystyle x,y,z\in V} és {\displaystyle \lambda \in {\mathbb {K} }} esetén:
- (1)    {\displaystyle \langle {x},{x}\rangle \geq 0}
- (2)    {\displaystyle \langle {x},{x}\rangle =0\Leftrightarrow {x}={0}}
- (3)    {\displaystyle \langle {x},{y}\rangle ={\overline {\langle {y},{x}\rangle }}} (valós esetben a konjugálás elhagyható)
- (4a)  {\displaystyle \langle {x},\lambda {y}\rangle =\lambda \langle {x},{y}\rangle }   és
(4b)  {\displaystyle \langle {x},{y}+{z}\rangle =\langle {x},{y}\rangle +\langle {x},{z}\rangle } (második argumentumában lineáris)

A (3) és (4) tulajdonságokból következik:
- (5a)  {\displaystyle \langle \lambda {x},{y}\rangle ={\overline {\lambda }}\langle {x},{y}\rangle }   és
(5b)  {\displaystyle \langle {x}+{z},{y}\rangle =\langle {x},{y}\rangle +\langle {z},{y}\rangle } első argumentumban szemilineáris - valós esetben a konjugálás elhagyható, ekkor a skalárszorzat első argumentumában is lineáris; tehát a skalárszorzat bilineáris.

A fenti definíció az elméleti fizikában használatos. Gyakran azonban ehelyett a második argumentumban konjugálnak. Vagyis: 
- (4a')  {\displaystyle \langle \lambda {x},{y}\rangle =\lambda \langle {x},{y}\rangle }

lineáris az első argumentumban 
- (5a')  {\displaystyle \langle {x},\lambda {y}\rangle ={\overline {\lambda }}\langle {x},{y}\rangle }

szemilineáris a második argumentumban. Mindig figyelnünk kell arra, hogy az adott szerző melyik változatot használja. Valós esetben a konjugálásnak nincs hatása, így elhagyható.

## Jelölés
A skalárszorzást jelölheti {\displaystyle x\cdot y}, de ha nem érthető félre, akkor a szorzópont elhagyható. Ilyenkor a betűkön jelölik, hogy itt mindkét tényező vektor, így kövéren nyomtatják, aláhúzzák a betűket, vagy nyilakkal jelzik. Így például {\displaystyle \mathbf {x} \cdot \mathbf {y} =\mathbf {xy} } skaláris szorzás, míg {\displaystyle a\mathbf {x} } skalárral szorzás.
Elterjedt jelölés a {\displaystyle \langle x,y\rangle }, melyet a funkcionálanalízis is használ. Ebből származik a Braket-jelölés, amit a kvantummechanikában előszeretettel alkalmaznak: {\displaystyle \langle x\mid y\rangle }.

## Példák
A valós számok vektorterében az {\displaystyle \langle x,y\rangle =xy}, illetve a komplex számok vektorterében a {\displaystyle \langle x,y\rangle ={\bar {x}}{y}} egyszerű példák skalárszorzatos vektortérre.
Véges dimenziós vektortérben, {\displaystyle x,y\in {\mathbb {K} }^{n}}-ben a standard skalárszorzat:
{\displaystyle \langle x,y\rangle =\sum _{j=1}^{n}{\bar {x}}_{j}{y_{j}}}
amivel {\displaystyle {\mathbb {K} }^{n}} teljessége miatt nemcsak skalárszorzatos vektortér, hanem Hilbert-tér is. Minden Hilbert-tér skalárszorzatos vektortér is egyben.
Egy további példa a {\displaystyle [a,b]}-ből {\displaystyle \mathbb {R} }-be menő függvények tere, az
{\displaystyle \langle f,g\rangle =\int _{a}^{b}p(x)f(x)g(x)\ {\rm {d}}x}
skalárszorzattal, ahol {\displaystyle p} folytonos pozitív súlyfüggvény. Ahelyett, hogy {\displaystyle p(x)>0}, feltehetjük, hogy {\displaystyle p(x)\geq 0}. Ebben a térben az ortogonális bázisokat ortogonális függvényrendszereknek nevezik. Példák a trigonometrikus függvények, a Legendre-polinomok, a Csebisev-polinomok, a Laguerre-polinomok és az Hermite-polinomok.  

## Norma
A skalárszorzat normát indukál a vektortéren:
{\displaystyle \|x\|={\sqrt {\langle {x},{x}\rangle }}}.
A háromszög-egyenlőtlenség a Cauchy–Bunyakovszkij–Schwarz-egyenlőtlenséggel bizonyítható:
{\displaystyle |\langle x,y\rangle |\leq \|x\|\cdot \|y\|}.
Az indukált normával a skalárszorzatos vektortér normált tér, ahol teljesül a paralelogrammaazonosság:
{\displaystyle 2\left(\|x\|^{2}+\|y\|^{2}\right)=\|x+y\|^{2}+\|x-y\|^{2}}.
Megfordítva, a Jordan-Neumann-tétel szerint, ha egy normált térben teljesül a paralelogrammaazonosság, akkor van skalárszorzat, ami a normát indukálja, így a tér skalárszorzatos. A skalárszorzat a polarizációs formulával számítható, valós esetben:
{\displaystyle \langle x,y\rangle ={1 \over 4}\left({\|x+y\|}^{2}-{\|x-y\|}^{2}\right)}.

## Besorolás a vektorterek hierarchiájába
A skalárszorzat által indukált normával a skalárszorzatos vektortér normált tér. Így metrikus tér, tehát topologikus tér is; geometriai, illetve topológiai szerkezete van.
A teljes skalárszorzatos terek Hilbert-terek. Minden skalárszorzatos vektortér izometrikus izomorfia erejéig Hilbert-térré tehető teljessé tétellel. 

## Általánosítások
A tenzoralgebra szempontjából a skalárszorzat:
{\displaystyle g\colon V\times V\to {\mathbb {K} }}
felfogható másodfokú tenzorként a 
{\displaystyle g\in V^{*}\otimes V^{*}}
jelöléssel, ahol {\displaystyle \otimes } a tenzorszorzat, és {\displaystyle V^{\ast }} a {\displaystyle V} duális tere. Itt {\displaystyle g} metrikus tenzor vagy metrika. A skalárszorzat előjelmegkötése azt jelenti, hogy a {\displaystyle g}-hez tartozó mátrix pozitív definit, vagyis csak pozitív sajátértékei vannak.
A skalárszorzatos vektorterek általánosításai a bilineáris terek, ahol skalárszorzat helyett hermitikus formát vagy bilineáris formát használnak, amiről nem kötik ki, hogy pozitív definitnek kell lennie. Ennek egy fontos példája a Minkowski-tér a speciális relativitáselméletből, melynek metrikája {\displaystyle (-,+,+,+)} vagy {\displaystyle (+,-,-,-)} előjelű sajátértékekkel bír.

## Forrás
- Dirk Werner: Funktionalanalysis, Springer-Verlag, Berlin, 2007, ISBN 978-3-540-72533-6.

## Fordítás
Ez a szócikk részben vagy egészben  a   Prähilbertraum című német Wikipédia-szócikk fordításán alapul.  Az eredeti cikk szerkesztőit annak laptörténete sorolja fel. Ez a jelzés csupán a megfogalmazás eredetét és a szerzői jogokat jelzi, nem szolgál a cikkben szereplő információk forrásmegjelöléseként.